# Andrés Lezcano
Rafael Andrés Lezcano Montero (Barrio Nájera, Guápiles, Pococí, 5 de mayo de 1990) es un futbolista costarricense nacionalizado guatemalteco que juega como delantero en el Club Social y Deportivo Suchitepéquez de la Segunda Categoría de Guatemala.

## Clubes
| Club                                  | País       | Año         |
| ------------------------------------- | ---------- | ----------- |
| A.D Cariari Pococí                    | Costa Rica | 2008-2009   |
| C.S Herediano                         | Costa Rica | 2009-2010   |
| A.D Cariari Pococí                    | Costa Rica | 2010-2011   |
| C.S Cartaginés                        | Costa Rica | 2011-2015   |
| L.D Alajuelense                       | Costa Rica | 2015-2016   |
| Municipal Pérez Zeledón               | Costa Rica | 2016        |
| C.S Deportivo Carchá                  | Guatemala  | 2017        |
| Deportivo Malacateco                  | Guatemala  | 2017-2018   |
| Antigua Guatemala F.C                 | Guatemala  | 2018-2019   |
| Comunicaciones F.C                    | Guatemala  | 2020-2024   |
| Deportivo Mixco                       | Guatemala  | 2024-2025   |
| Club Social y Deportivo Suchitepéquez | Guatemala  | 2025 - act. |

## Palmarés

### Títulos nacionales
| Título                       | Club                  | País       | Año  |
| ---------------------------- | --------------------- | ---------- | ---- |
| Torneo de Copa de Costa Rica | C. S. Cartaginés      | Costa Rica | 2014 |
| Liga Nacional de Guatemala   | Antigua Guatemala F.C | Guatemala  | 2019 |
| Liga Nacional de Guatemala   | Comunicaciones F. C.  | Guatemala  | 2022 |
| Liga Nacional de Guatemala   | Comunicaciones F. C.  | Guatemala  | 2023 |

### Títulos internacionales
| Título        | Club                 | Sede     | Año  |
| ------------- | -------------------- | -------- | ---- |
| Liga Concacaf | Comunicaciones F. C. | Concacaf | 2021 |